# Лейденская коллекция

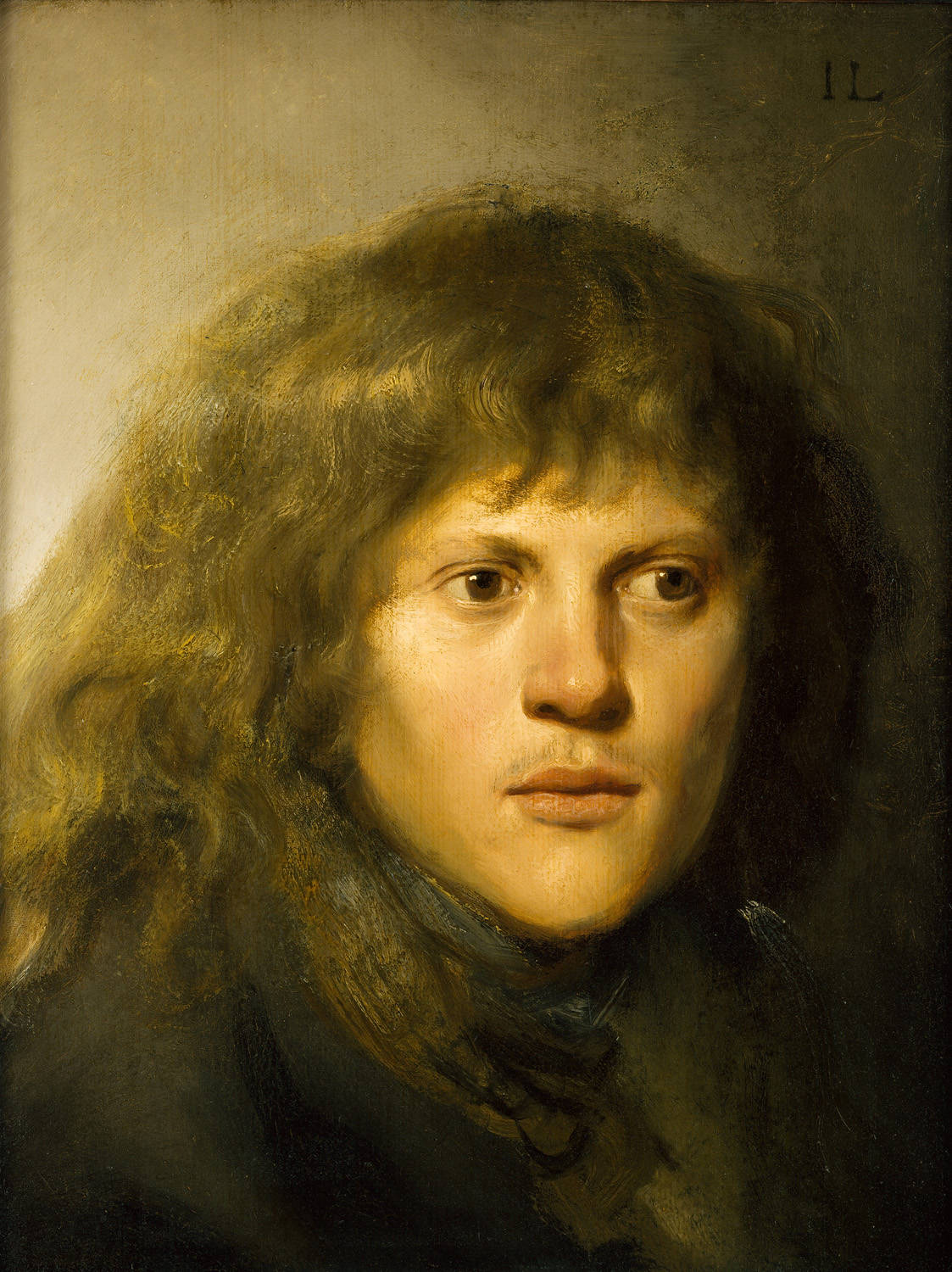
Ян Ливенс. Автопортрет, 1629—1630. Лейденская коллекция

Ле́йденская колле́кция (англ. The Leiden Collection) — одно из крупнейших частных собраний голландской живописи XVII века, собранное Томасом Капланом и его супругой Дафной Реканати-Каплан.
Коллекция (частное собрание) названа в честь города Лейден, в котором родился Рембрандт. Собрание включает в себя более 250 картин и рисунков Рембрандта, Яна Вермеера, Франса Халса, Яна Ливенса, Герарда Доу, Яна Стена и других художников, созданных между 1620 и 1700 годами. Коллекция находится в Нью-Йорке.

## Томас и Дафна Каплан
Томас Каплан — американский предприниматель и коллекционер. Родился в 1962 году в Нью-Йорке. Занимается инвестициями в драгоценные металлы и консалтингом. На 2017 год его состояние оценивалось в 1 млрд долларов. Он находился на 537 месте рейтинга Forbes-США и на 1940-м месте общего рейтинга Forbes. Награждён орденом Почётного легиона (Франция). Идею создания собственной коллекции ему предложила тёща, дочь эмигрантов из России Мира Реканати, урождённая Летичевская. Большую помощь в подборе картин и организации выставок оказывает жена Дафна Реканати-Каплан. Дафна долгие годы собирает коллекцию мебели европейских модернистов, поэтому является советчиком мужа по приобретению предметов искусства.

## Создание коллекции
Первую картину будущей коллекции Капланы приобрели в 2003 году. Ею стала работа кисти Герарда Дау «Портрет Дика ван Берестейна». Дау — первый ученик Рембрандта, основатель лейденской школы тонкой живописи (fijnschilderei). В дальнейшем при пополнении своей коллекции Капланы ориентировались именно на мастеров тонкой живописи. В 2006 году коллекция пополнилась картиной Дау «Торговка сельдью», ранее принадлежавшей Екатерине II. Эта картина была приобретена графом Генрихом фон Брюлем в 1750 году, а с 1768 года числилась в коллекции русской императрицы, упоминается в первом рукописном каталоге Эрмитажа под номером 534. Впоследствии Екатерина II подарила её графу Владимиру Григорьевичу Орлову. В роду Орловых она передавалась по наследству, находясь в России до 1913 года, затем была вывезена за границу. Также считается, что на картинах Герарда Дау «Старик, рассматривающий глобус», хранящейся в Эрмитаже, и «Учёный, затачивающий перо», входящей в Лейденскую коллекцию, запечатлён один и тот же человек, которого в литературе условно называют «отцом Рембрандта».

Приобретённая в 2014 году работа Франца ван Мириса Старшего «Отдыхающий путник», по мнению некоторых исследователей, составляет пару (см. иллюстрации) к находящейся в Эрмитаже картине «Разбитое яйцо». Обе работы имеют похожий размер, зеркально расположены друг к другу, содержат эротический подтекст: спущенный с ноги чулок путника и разбитое яйцо как аллегорическое представление утраченной невинности. В настоящее время Лейденская коллекция включает в себя 16 картин Герарда Дау, 14 полотен Франса ван Мириса Старшего, 10 произведений Габриеля Метсю, а также картины других мастеров.

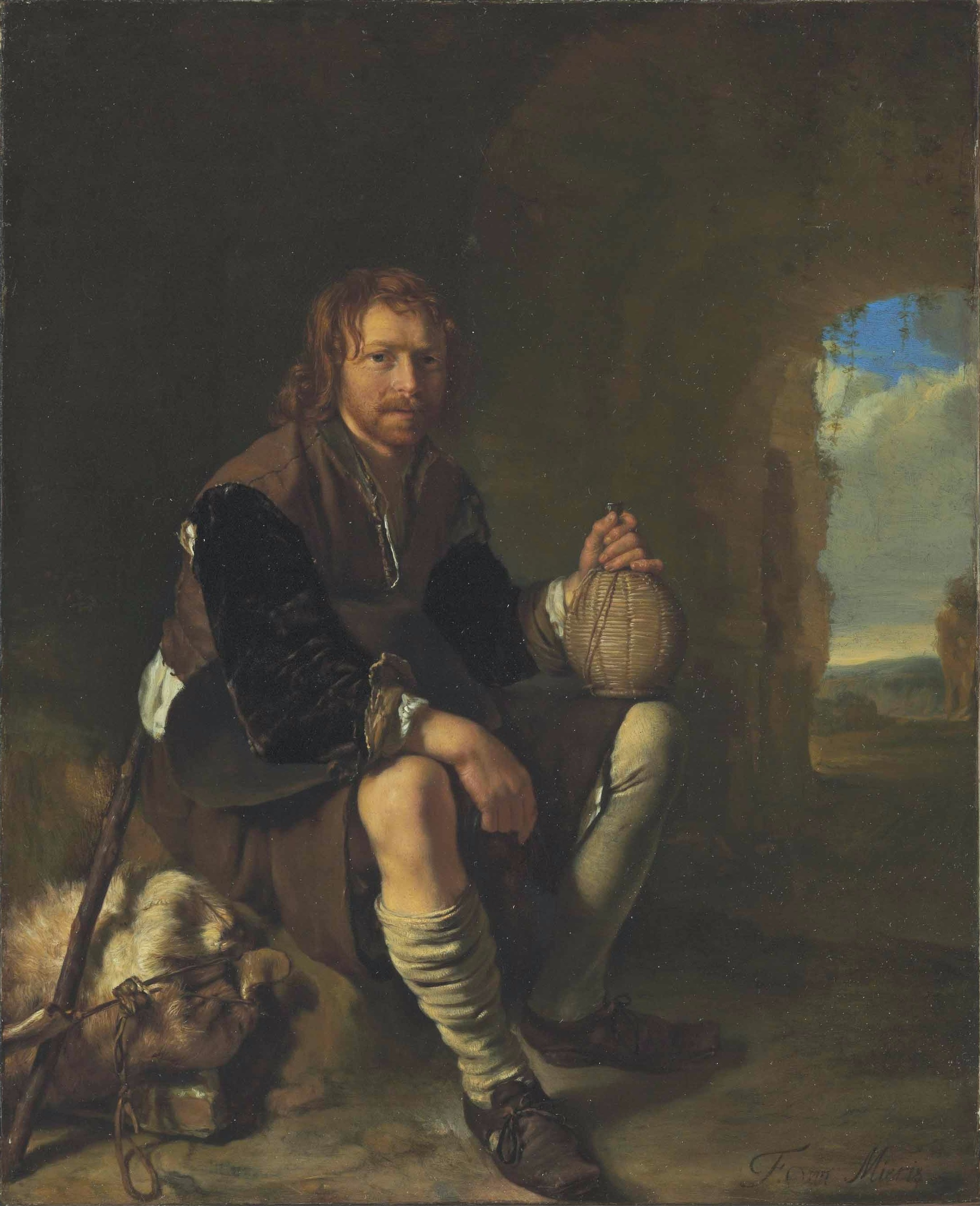
Франс ван Мирис Старший. Отдыхающий путник. Около 1657. Лейденская коллекция
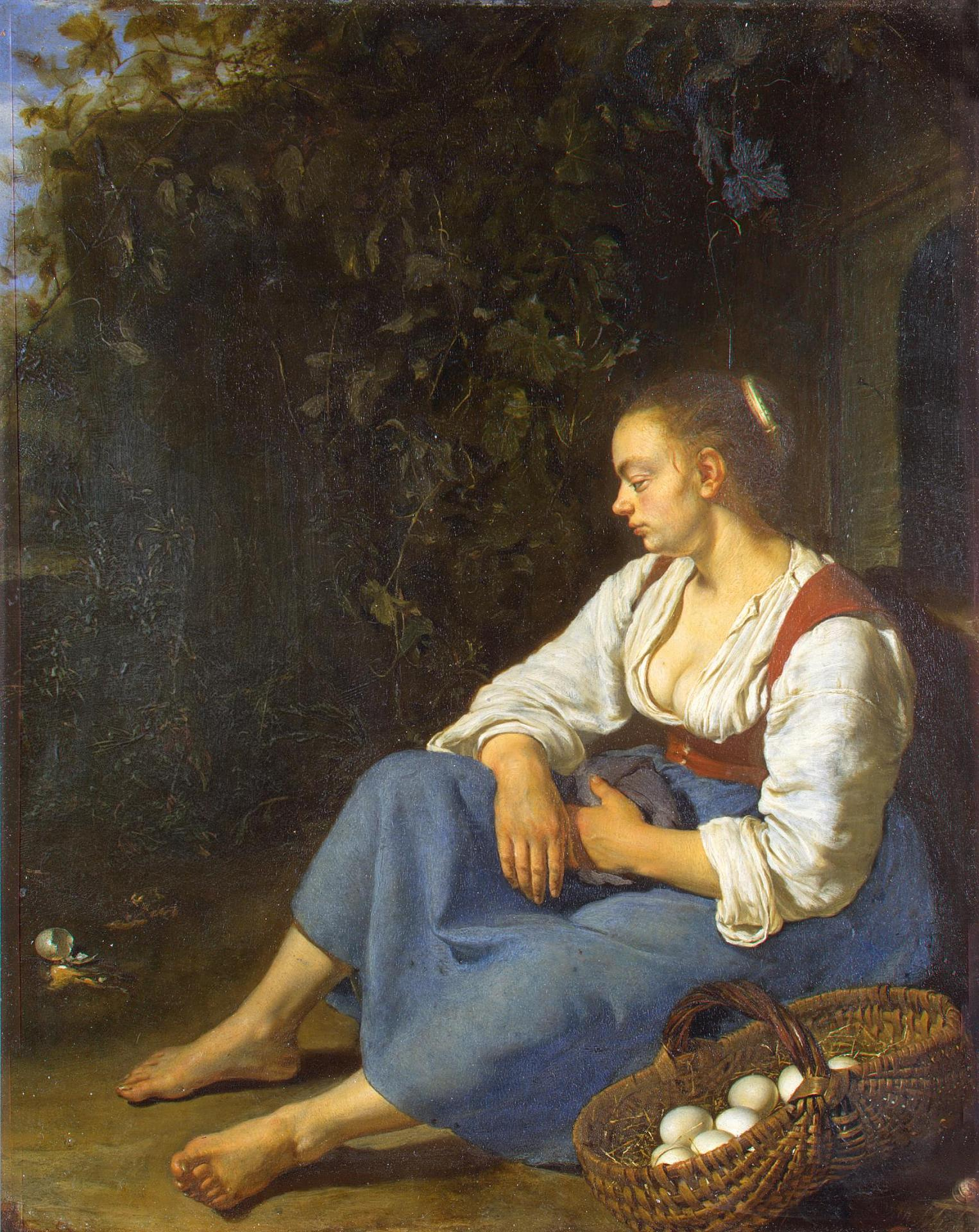
Франц ван Мирис Старший. Разбитое яйцо. Около 1655—1657. Государственный Эрмитаж

В 2006 году Капланы приобрели рисунок Рембрандта «Отдых молодого льва». Он стал первой рембрандтовской работой в коллекции. Позже были куплены эскиз «Женщина в белом чепце», картины «Портрет Петронеллы Бёйс», «Извлечение камня глупости» и другие. «Извлечение камня глупости» (или «Аллегория осязания», или просто «Осязание») — особая картина. Она является частью серии из пяти работ художника под общим названием «Чувства». Эти картины были написаны в 1624—1625 годах, когда Рембрандту было 18—19 лет. Впоследствии Капланам удалось приобрести ещё две работы этой серии: «Три музыканта» (или «Слух») и «Пациент, упавший в обморок» («Обоняние»). «Обоняние» считалось утраченной картиной. В 2015 году её выставили на торги в Нью-Джерси с атрибуцией «незначительной картины XIX века» и оценочной стоимостью в 500—800 долларов. Однако в ходе торгов стоимость картины выросла до 870 тысяч долларов, а с учётом аукционных сборов французская арт-галерея Талабардон & Готье, победившая в торгах, заплатила 1 млн долларов. Впоследствии Томас Каплан перекупил работу у галереи за предположительную сумму в 4 млн долларов. После повторной атрибуции «Обоняние» оказалась самой ранней из известных на сегодняшний день подписанных работ Рембрандта. Ещё одна картина серии «Чувства» — «Продавец очков» («Зрение») — находится в собственности музея Лакенхал в Лейдене. О судьбе пятой картины — «Вкус» — ничего не известно. В 2016 году в музее Эшмола в Оксфорде на временной выставке экспонировались все четыре картины, место пятой занимала пустая рамка.
Жемчужиной коллекции является написанная в 1635 году «Минерва» Рембрандта. Это произведение, наряду с картинами «Беллона» (Музей Метрополитен, Нью-Йорк), «Юдифь на пиру у Олоферна» (музей Прадо, Мадрид), «Флора» (Государственный Эрмитаж) и другими, входит в серию исторических картин Рембрандта. Сейчас Лейденская коллекция насчитывает 12 картин и 2 рисунка Рембрандта и ещё 14 работ, выполненных его учениками или помощниками. Для сравнения, в Государственном Музее изобразительных искусств им. А. С. Пушкина хранится 10 работ мастера, а в Эрмитаже — 21.
В 2008 году коллекция пополнилась рисунком Леонардо да Винчи «Голова медведя». Он не являлся частью голландской живописи XVII века (да Винчи родился в Италии в 1452 году), тем не менее интересно перекликался с рисунком Рембрандта «Отдых молодого льва», являясь ценным дополнением коллекции. Считается, что этот рисунок служил наброском горностая для картины «Дама с горностаем». Да Винчи, никогда не видевший горностая, для его написания мог слегка удлинить голову медведя. В 2021 году рисунок Леонардо был продан на аукционе Christie’s за 8,86 млн фунтов стерлингов (12,2 млн долларов США).
Ян Вермеер представлен в коллекции одной картиной — «Девушка за вёрджинелом», приобретённой Капланами в 2008 году у американского бизнесмена и коллекционера Стива Уинна. Долгое время авторство этой работы вызывало сомнение. В 2011 году, после проведённых экспертиз, было доказано, что эта картина написана на другой части того же холста, что и его знаменитая «Кружевница». Однако некоторые элементы (например, шаль девушки) дописаны позже уже другой рукой. После подтверждения авторства «Девушка за вёрджинелом» стала единственной из 36 картин художника, находящейся в частной коллекции. В 2019 году «Девушка за вёрджинелом» и «Кружевница» впервые за 300 лет «встретились»: картины были вывешены вместе на выставке Лейденской коллекции в музее Лувр Абу-Даби.
Картина «Явление ангела Агари» основателя дельфтской школы живописи Карела Фабрициуса, купленная в 2011 году, также является единственной работой художника, находящейся в частной коллекции. Она долгое время приписывалась Рембрандту, однако в ходе реставрации 2012 года в левом нижнем углу была обнаружена аутентичная подпись Фабрициуса.
В период 2009—2018 годов были приобретены картины Фердинанда Боля («Мужчина в меховой шапке», «Автопортрет у парапета»), Габриеля Метсю («Торговка дичью»), Франца ван Мириса Старшего («Отдыхающий путник», «Поясной автопортрет»), Яна Стена («Молитва перед едой»), Хендрика Тербрюггена («Аллегория христианской веры»), Карела Фабрициуса («Явление ангела Агари») и другие.
В 2017 году опубликован онлайн-каталог Лейденской коллекции. Он включает подробное описание картин, провенанс, аннотацию и дополнительную литературу.

## Искусствоведы о коллекции
Искусствоведы высоко оценивают Лейденскую коллекцию. Так, директор ГМИИ имени А. С. Пушкина Марина Лошак отмечает: «С каждым годом на международном антикварном рынке становится всё меньше первоклассных работ прославленных голландских художников золотого XVII столетия, поэтому приходится только удивляться коллекционерской фортуне четы Каплан, на протяжении последних 15 лет ставшей обладательницей почти всех предложенных для продажи живописных творений Рембрандта, а также работ Франса Халса и редчайшей для современных частных собраний жемчужин — картин Яна Вермеера Делфтского и Карела Фабрициуса». С нею согласен и директор Государственного Эрмитажа Михаил Пиотровский «Лейденская коллекция — чудо. Такого количества голландских шедевров в частном собрании, казалось бы, давно уже не должно быть. Всё — в музеях». Доктор искусствоведения Вадим Садков отмечает качество и узкую тематическую направленность коллекции.
Глава аукционного дома Сотбис в Северной и Южной Америке, специалист по старым мастерам Джордж Вахтер (англ. George Wachter) назвал Капланов «силой, с которой следует считаться», и пожелал удачи тем, кто собирается приобрести на аукционах картину, входящую в сферу интересов Лейденской коллекции, давая тем самым понять, что её всё равно приобретут Капланы.

## Стоимость Лейденской коллекции
Томас Каплан не называет общую стоимость своей коллекции. Однако оценочная стоимость или цена покупки некоторых картин известна. Так, например, «Пациент, упавший в обморок» («Аллегория обоняния») была приобретена у арт-галереи Талабардон & Готье предположительно за 4 млн долларов. Картина Яна Вермеера «Девушка за вёрджинелом» в 2004 году была продана Стивену Уинну на аукционе Sotheby’s за 30 млн долларов. За сколько он уступил её Каплану, не уточняется.
На сайте аукционного дома Sotheby`s указана цена продажи некоторых картин, в настоящее время входящих в Лейденскую коллекцию. Так, стоимость полотен Яна Стена составляет: «Молитва перед едой» — 7 млн долларов, «Крестьянская пирушка» — 1 млн долларов, «Автопортрет с лютней» — 300 тысяч долларов. Картина Габриеля Метсю «Торговка дичью» была продана за 1,5 млн долларов, «Пейзаж с козой» Геррарда Дау за 140 тысяч долларов, а «Женщина в белом чепце» Рембрандта — за 5,5 млн долларов.
Самой дорогой картиной коллекции считается «Минерва» Рембрандта. Её стоимость не раскрывается, однако Каплан намекнул, что она немного меньше, чем проданная за 72 млн долларов «Зелёная автокатастрофа» Энди Уорхола.
В 2021 году Томас Каплан продал рисунок Леонардо да Винчи, принадлежавший ему с 2008 года, на аукционе Christie’s за рекордные 8,86 млн фунтов стерлингов (12,2 млн долларов США).

## Выставки
Картины Лейденской коллекции были представлены публике свыше 170 раз. В 2018 году они выставлялись в России: в Государственном музее изобразительных искусств имени А. С. Пушкина в Москве и в Государственном Эрмитаже в Санкт-Петербурге. Московскую выставку посетили свыше 275 тысяч человек. Она стала рекордной по посещаемости музея за последние 5 лет. В Эрмитаже на выставку пришло более 1,15 млн человек.
Крупнейшие выставки:
- Лувр (22 февраля — 22 мая 2017)
- Национальный музей Китая в Пекине (17 июня — 3 сентября 2017)
- Музей Лонг[англ.] в Шанхае (23 сентября 2017 — 25 февраля 2018)
- Государственный музей изобразительных искусств имени А. С. Пушкина[12] (28 марта — 22 июля 2018)
- Государственный Эрмитаж (5 сентября 2018 — 13 января 2019)
- Лувр в Абу-Даби (14 февраля 2019 — 18 мая 2019)

## Состав коллекции
В настоящее время Лейденская коллекция насчитывает более 250 картин.